# 이타가키 도모노부

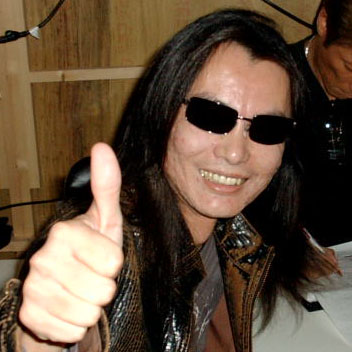

이타가키 도모노부(板垣伴信, 1967년 4월 1일 ~ )는 데드 오어 얼라이브 시리즈, 닌자 가이덴 시리즈로 유명한 일본의 비디오 게임 디자이너이다. 1992년 테크모에 합류했다. 2006년 스윙 골프 팡야에 참여했다.